# Guennadi Tsygourov
Guennadi Fiodorovitch Tsygourov - en russe Геннадий Фёдорович Цыгуров et en anglais Gennady Tsygurov - , né le 15 avril 1942 à Tcheliabinsk en URSS et mort le 14 décembre 2016 à Togliatti en Russie, est un ancien joueur professionnel russe de hockey sur glace devenu entraîneur. Il évoluait au poste de défenseur.

## Biographie

### Carrière de joueur
De 1960 à 1977, Guennadi Tsygourov porte les couleurs du Traktor Tcheliabinsk dans le championnat d'URSS. Il a été capitaine de 1965 à 1969. Il a joué 658 matchs pour 47 buts.

### Carrière d'entraîneur
Il devient alors entraîneur dans les équipes suivantes :
- Traktor Tcheliabinsk (1977-1983; 1987-1990)
- Ak Bars Kazan (1984-1987)
- Lada Togliatti (1990-2000)
- Avangard Omsk (2000-2002)
- Torpedo Nijni Novgorod
- Kristall Saratov
- HK MVD

Au niveau international, il a été entraîneur-assistant de la sélection de Russie senior et a dirigé la sélection junior.